# Шариков, Александр Николаевич
Алекса́ндр Никола́евич Ша́риков (1919, дер. Мартьяново, Псковская губерния — 23 апреля 1944, недалеко от Сапун-Горы, Севастополь) — старший сержант Красной Армии, участник Великой Отечественной войны, Герой Советского Союза (1944, посмертно). Командир орудия 28-го отдельного истребительно-противотанкового артиллерийского дивизиона (383-я Краснознамённая стрелковая дивизия, 16-й стрелковый корпус, Отдельная Приморская армия).

## Биография
Родился в 1919 году в деревне Мартьяново, ныне Локнянского района Псковской области, в семье крестьянина. Русский. Окончил начальную школу, работал в колхозе.
В Красной Армии с 4 февраля 1939 года.
На фронтах Великой Отечественной войны с самого начала, воевал на Юго-Западном, Южном, Северо-Кавказском фронтах. В боях дважды ранен.
22 июля 1943 года в районе населённого пункта Горишный получил задачу на уничтожение разведанных целей, артиллерийский расчёт под руководством А. Н. Шарикова разрушил два ДЗОТа, уничтожил две пулемётных точки, до десяти солдат противника, чем обеспечил успешную атаку на противника на своём участке, за что А. Н. Шариков был награждён медалью «За отвагу».
В сентябре 1943 года в районе станицы Молдаванская расчёт старшего сержанта А. Н. Шарикова при прорыве вражеской обороны разрушил пять блиндажей, уничтожил три ДЗОТа, восемь пулемётных точек, до пятидесяти солдат противника без потерь личного состава, за что командир орудия был награждён орденом Красной Звезды.
В ноябре 1943 года в боях на Керченском полуострове, в районе хутора Булганак, его расчёт уничтожил артиллерийское орудие, три станковых пулемёта, до 70 солдат противника, при этом, когда были израсходованы боеприпасы к пушке, А. Н. Шариков организовал отражение атаки противника из личного стрелкового оружия номеров расчёта и удержал занимаемую позицию. За проявленное мужество, отвагу и самоотверженность был представлен командиром дивизиона капитаном Поповым к присвоению звания Героя Советского Союза.
В январе 1944 года в боях за освобождение города Керчь расчёт А. Н. Шарикова подавил огонь одного ДЗОТа, уничтожил три станковых пулемёта и до 30 солдат противника, чем обеспечил прорыв линии обороны и успешное продвижение пехоты. Приказом командующего 56-й армией А. Н. Шариков был награждён орденом Отечественной войны 1-й степени.
23 апреля 1944 года погиб в бою за Севастополь в районе Сапун-Горы.
Указом Президиума Верховного Совета СССР от 16 мая 1944 года за образцовое выполнение боевых заданий командования на фронте борьбы с немецкими захватчиками и проявленные при этом отвагу и геройство старшему сержанту Шарикову Александру Николаевичу присвоено звание Героя Советского Союза посмертно.
Похоронен в селе Гончарное Орлиновский муниципальный округ (Россия).

## Награды
- орден Ленина (16.05.1944)
- Отечественной войны 1-й степени (05.03.1944)
- Красной Звезды (29.10.1943)
- медалями, в том числе «За отвагу» (10.08.1943).

## Память
Имя А. Н. Шарикова носят школа в его родном селе, улица в пгт Локня.